# Centro (San Sebastian)
Centro ("Centrum", Baskisch: Erdialdea) is een van de 17 districten van de Spaanse stad San Sebastian. Het district wordt in het noorden begrensd door de Cantabrische Zee, in het westen door de baai La Concha en aan de boulevard raakt het nog net het district Antiguo. In het oosten wordt het begrensd door de rivier Urumea met aan de overkant daarvan het district Gros, waarmee het verbonden wordt door de Puente de Santa Catalina en de Puente de Zurriola, en het district Egia, waarmee het verbonden wordt door de brug Puente de María Cristina. In het zuiden grenst Centro aan de districten Amara Berri en Aiete. In 2020 had het district 21.974 inwoners.
Voor de mensen uit San Sebastian is dit district geen eenheid, maar bestaat het uit een aantal afzonderlijke delen, te weten:
- De haven van San Sebastian
- Parte Zaharra, de oude binnenstad
- De uitbreidingen van de 19e eeuw ("Ensanche", onder te verdelen in "Ensanche Meridional" of "Ensanche de Cortázar", "Ensanche de San Martín", "Ensanche Oriental", "Ensanche de Amara" of "Amara Zaharra", deel van de wijk Amara). In de volksmond staat dit deel bekend als het eigenlijke centrum van de stad
- Miraconcha, langs het Playa de La Concha en de Boulevard Miraconcha, met het Paleis van Miramar.
- San Roque, gelegen op de heuvel van San Bartolomé.

Verder omvat het district ook de onbebouwde heuvel Urgull en het eiland Santa Clara.
Aiete · Altza · Amara Berri · Antiguo · Ategorrieta-Ulia · Añorga · Centro · Egia · Gros · Ibaeta · Igeldo · Intxaurrondo · Loiola · Martutene · Miracruz-Bidebieta · Miramon-Zorroaga · Zubieta